# Tribolodon hakonensis
Tribolodon hakonensis és una espècie de peix cipriniforme de la família dels ciprínids.

## Morfologia
Els mascles poden assolir els 50 cm de longitud total.

## Distribució geogràfica
Es troba a Rússia (incloent-hi l'illa de Sakhalín), Japó, Corea i la Xina.